# Keskimmäinen (sjö)
Keskimmäinen är en sjö i Finland. Den ligger i kommunen Pielavesi i landskapet Norra Savolax, i den centrala delen av landet, 400 km norr om huvudstaden Helsingfors. Keskimmäinen ligger 107 meter över havet. Den är 10 meter djup. Arean är 76,2 hektar och strandlinjen är 4,37 kilometer lång. Sjön  ingår i Kymmene älvs huvudavrinningsområde. 